# Tortella bryotropica
Tortella bryotropica är en bladmossart som beskrevs av Zander in Schultze-motel och Paul Julius Menzel 1987. Tortella bryotropica ingår i släktet kalkmossor, och familjen Pottiaceae. Inga underarter finns listade i Catalogue of Life.